# Maria Szymon Bucholc
Janusz Maria Szymon Bucholc (ur. 13 marca 1893, zm. 24 maja 1965) – biskup Kościoła Starokatolickiego Mariawitów.

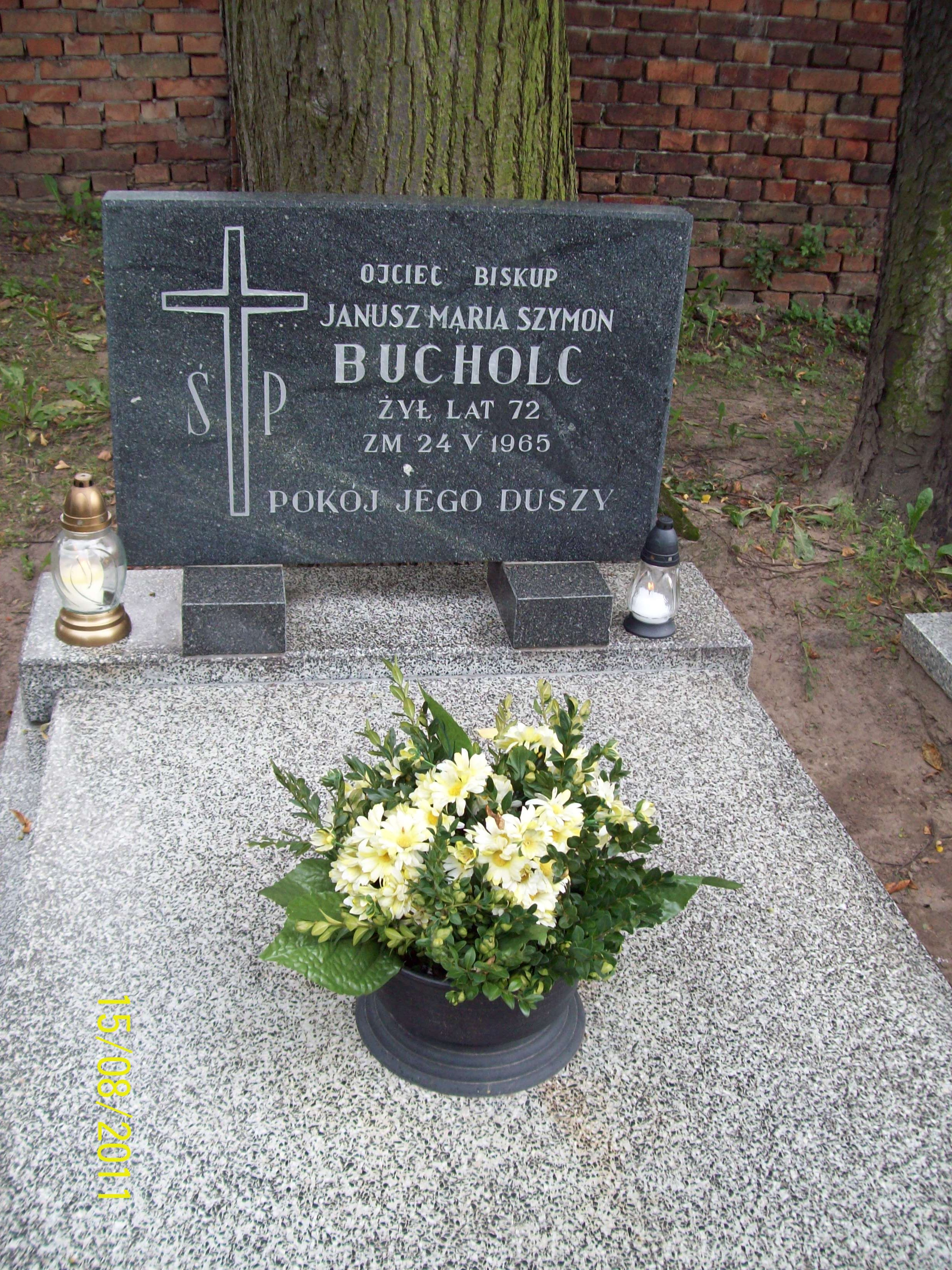
Nagrobek bpa Marii Szymona Bucholca na cmentarzu mariawickim w Płocku

Janusz Bucholc urodził się w Żyrardowie jako syn Władysława i Urszuli z Czerwińskich. Miał troje rodzeństwa. Gdy jego ojciec, urzędnik żyrardowskiej fabryki, na skutek długotrwałej choroby został umieszczony w sanatorium, Janusz Bucholc z matką i rodzeństwem zamieszkał w Płocku. Zaopiekował się tam nimi wujek, kapłan Maciej Czerwiński, mariawita, proboszcz parafii w Radzyminku. Jako uczeń 6 klasy gimnazjum Małachowskiego w Płocku, Janusz Bucholc poprosił o przyjęcie go w poczet kandydatów do kapłaństwa, i otrzymał w seminarium imię Szymon. Święcenia kapłańskie otrzymał w 1919. W ślady kapłana Bucholca poszła dwójka jego rodzeństwa. Jego brat, Władysław porzucił studia na Politechnice Warszawskiej i został kapłanem mariawickim otrzymując imię Tadeusz, a młodsza siostra, Zofia, po ukończeniu gimnazjum wstąpiła do Zgromadzenia Sióstr Mariawitek i otrzymała imię zakonne Maria Archangela.
Kapł. Bucholc po otrzymaniu święceń sprawował funkcję proboszcza w Raszewie Dworskim. 13 kwietnia 1933 został konsekrowany na biskupa. W latach 1933–1955 pełnił funkcję biskupa diecezji śląsko-łódzkiej. W czasie wojny został zmuszony do opuszczenia Łodzi i pracował jako proboszcz parafii mariawickich w Dobrej, Nowej Sobótce i Mińsku Mazowieckim. Na starość wrócił do Świątyni Miłosierdzia i Miłości w Płocku, gdzie zmarł 24 maja 1965. Został pochowany na cmentarzu w Płocku.
Bp Szymon Bucholc jest autorem utworów poetyckich o założycielce mariawityzmu, bł. M. Franciszce Kozłowskiej.